# Torre de Vilanoveta
La Torre de Vilanoveta és un edifici del municipi de Sant Pere de Ribes (Garraf) inclosa en l'Inventari del Patrimoni Arquitectònic de Catalunya.

## Descripció
La torre de Vilanoveta està situada al punt més alt d'aquest petit nucli. És de planta rectangular lleugerament atalussada i consta de planta i dos pisos amb un coronament de merlets. Diverses obertures es distribueixen de forma irregular per les quatre façanes.
A l'altura del primer pis, un pont uneix la torre amb l'edifici de Can Vidal. La torre està arrebossada i emblanquinada.

## Història
Els documents que aporten dades sobre el lloc de Vilanoveta són del segle xvii i ens indiquen que el nucli s'havia anat formant a l'entorn del mas Vidal, propietat d'Antoni Vidal, pagès i batlle del lloc.
La torre de Vilanoveta formava part d'aquest conjunt.